# Иногородне-Малёваный
Иногоро́дне-Малеваный — хутор в Выселковском районе Краснодарского края.
Входит в состав Выселковского сельского поселения.

## Население
| 2002 | 2010 |
| ---- | ---- |
| 663  | ↗672 |

## Улицы
| - ул. Крайняя, - ул. Северная, | - ул. Степная, - ул. Южная. |